# یواس‌اس کاریر (دی‌یی-۷۰۰)
یواس‌اس کاریر (دی‌یی-۷۰۰) (به انگلیسی: USS Currier (DE-700)) یک کشتی بود که طول آن ۳۰۶ فوت (۹۳ متر) بود. این کشتی در سال ۱۹۴۳ ساخته شد.